# Kutsal Damacana
 (avril 2016).
Si vous disposez d'ouvrages ou d'articles de référence ou si vous connaissez des sites web de qualité traitant du thème abordé ici, merci de compléter l'article en donnant les références utiles à sa vérifiabilité et en les liant à la section « Notes et références ».
Pour plus de détails, voir Fiche technique et Distribution.
Kutsal Damacana est un film de comédie turc réalisé par Kamil Aydın.

## Synopsis
Ancien marin, Fikret vit à Istanbul auprès de son ami Asım. Un jour, avec le départ du prêtre du quartier pour le Vatican, Fikret en profite pour se procurer des biens de la chapelle en se faisant passer pour le prêtre. Une femme demande de l'aide à Fikret, soi-disant prêtre, pour chasser les mauvais esprits qui hantent sa sœur.

## Distribution
- Şafak Sezer-Fikret
- Ersin Korkut-Asım
- Eyşan Özhim-Deniz
- Büşra Pekin-Selen
- Berivan Karaman-Aydagül
- Yıldırım Memişoğlu-Papaz Artin
- Settar Tanrıöğen-Üfürükçü Hoca
- Erdal Tosun-Erdal
- Şahin Irmak-Doktor
- Hüseyin Elmalıpınar-Kabadayı
- Enis Temizel-Lucifer